# ScRGB
scRGB는 마이크로소프트와 HP가 개발한 넓은 색역의 RGB 색 공간으로, SRGB 색 공간과 동일한 색 기본색과 흰색/검정색 지점을 사용하지만, 0 미만과 1 초과의 좌표를 허용한다. 전체 범위는 -0.5에서 +7.5 바로 미만까지이다.
음수는 기본색을 변경하지 않고도 SRGB와의 하위 호환성을 유지하면서 CIE 1931 색 공간의 대부분을 포함할 수 있도록 한다. 그러나 이는 scRGB 색 공간의 약 80%가 불가능한 색상으로 구성되어 있음을 의미한다. 1.0보다 큰 숫자는 높은 동적 범위 이미지를 나타낼 수 있도록 하지만, 동적 범위는 다른 형식보다 작다.

## 인코딩
각 기본색에 대해 두 가지 인코딩이 정의되어 있다: 선형 16비트 채널별 인코딩과 비선형 12비트 채널별 인코딩.
16비트 scRGB(16) 인코딩은 8192x + 4096에 의해 변환된 선형 RGB 채널이다. 8비트 sRGB와 비교하여 0.0 근처에서는 거의 2+1⁄2배의 색상 해상도를 가지며, 1.0 근처에서는 14배 이상의 색상 해상도를 가진다. 16비트로 저장하면 선형 범위가 −0.5..7.4999로 제한된다.

12비트 scRGB-nl 인코딩은 SRGB와 동일한 광전 변환 함수를 통과한 선형 RGB 채널이며(음수는 −f(−x) 사용), 그 다음 1280x + 1024에 의해 변환된다. 이는 8비트 sRGB의 색상 해상도의 정확히 5배이며, 8비트 sRGB는 5x + 1024로 직접 변환할 수 있다. 선형 범위는 약간 더 큰 −0.6038..7.5913로 제한된다.
scYCC-nl이라는 12비트 인코딩은 비선형 SRGB 레벨을 JFIF-Y'CbCr로 변환한 다음, 1280Y′ + 1024, 1280Cb + 2048, 1280Cr + 2048에 의해 변환된 것이다. 이 형식은 더 큰 압축과 JPEG 파일 및 비디오 하드웨어로/부터의 직접 변환을 허용할 수 있다.
동일한 비트 수의 알파 채널이 추가되면 16비트 인코딩은 64비트로, 12비트 인코딩은 48비트로 참조될 수 있다. 그러나 알파는 위와 같이 인코딩되지 않는다. 대신 알파는 n이 12 또는 16인 경우 2n − 1을 곱한 선형 0-1 범위이다.
훨씬 더 새로운 DXGI scRGB HDR 스왑체인은 선형 sRGB 채널을 16비트 half float으로 저장하며, 강제적인 제한 없이 ±60,000 이상의 훨씬 더 큰 범위를 가진다. 선형 sRGB 값을 부동 소수점으로 저장하는 것은 현대 컴퓨터 그래픽스 소프트웨어에서 매우 흔하다.

## 사용
scRGB의 첫 구현은 윈도우 비스타의 GDI+ API였다. 윈도우 하드웨어 엔지니어링 컨퍼런스 2008에서 마이크로소프트는 윈도우 7이 48비트 scRGB를 지원할 것이라고 발표했다(이는 HDMI의 경우 xvYCC로 변환하여 출력할 수 있다). 윈도우 7에서 48비트 scRGB를 지원하는 구성 요소는 Direct3D, 윈도우 이미징 컴포넌트(Windows Imaging Component), 윈도우 컬러 시스템(Windows Color System)이며, 전체 화면 전용 모드와 비디오 오버레이 모두에서 이를 지원한다.

## scRGB에서 'sc'의 유래
scRGB에서 'sc'의 유래는 미스터리에 싸여 있다. 공식적으로는 아무 의미도 없다. scRGB 작업을 하는 국제전기기술위원회(IEC) 그룹의 국내 및 국제 리더인 마이클 스토크스(Michael Stokes)에 따르면, 이 이름은 일본 국가 위원회가 이전 XsRGB(초과 RGB)에서 이름 변경을 요청했을 때 나타났다. 의미에 대한 두 가지 주요 후보는 scRGB가 확산 1.0 값보다 큰 흰색을 지원하기 때문에 "specular RGB"와, 선형성, 부동 소수점 지원, HDR(높은 동적 범위) 지원 및 넓은 색역 지원이 합성(compositing)에 이상적으로 적합하기 때문에 "standard compositing RGB"이다. 이 의미는 또한 scRGB가 인간 시각 시스템과 (심지어 이론적으로도) 실현 가능한 물리적 장치 모두의 범위를 넘어서는 값을 포함하기 때문에, 정의상 장치나 형식에서 직접 지원되도록 의도되지 않았음을 암시적으로 강조한다.